# Baillif
Baillif é uma comuna francesa na região administrativa de Guadeloupe, no departamento de Guadeloupe. Estende-se por uma área de 24,3 km², com 6 315 habitantes, segundo os censos de 1999, com uma densidade de 259 hab/km².